# Callorhinchus milii
Chimère éléphant, Masca laboureur
Espèce
Statut de conservation UICN

 LC  : Préoccupation mineure
Callorhinchus milii, la Chimère éléphant ou le Masca laboureur, est une espèce de poissons cartilagineux de la famille des Callorhinchidae (sous-classe des chimères). Elle peut mesurer jusqu'à 125 cm de long. Il fait partie des poissons considérés comme fossiles vivants.
Elle doit son nom vernaculaire imagé à sa courte trompe qui lui permet de capturer des crustacés et autres animaux benthiques au fond des mers.

## Répartition et habitat
La Chimère éléphant se rencontre au large des côtes d'Australie-Méridionale, de la Tasmanie et de la Nouvelle-Zélande, non loin des eaux côtières, aux abords de la plateforme continentale entre 200 et 500 mètres de profondeur.

## Description
Callorhincus milii est facilement reconnaissable. Les yeux, le plus souvent verts, sont situés en haut de la tête. La bouche est placée derrière le museau. Cette chimère ne possède qu'une ouverture branchiale, en face de la nageoire pectorale. Ses nageoires pectorales sont longues et lui fournissent un moyen de locomotion. Ses deux nageoires dorsales sont très espacées. Une colonne vertébrale est située juste avant la première nageoire dorsale. Les organes de copulation des mâles, appelés ptérygopodes (claspers en anglais), sont situés près des nageoires pelviennes.
Callorhincus milii peut mesurer jusqu'à 125 cm de longueur totale mais sa taille habituelle est d'environ 75 cm.

### Coloration
Le corps est blanc argenté. Des marques sombres sont parfois présentes sur les nageoires et à l'arrière des yeux.

### Peau
Son corps est lisse, dépourvu de denticules et d'épines.

## Comportement et reproduction
Les adultes migrent en eaux peu profondes pour pondre.
Huit mois plus tard, les petits sortent de coquilles d'environ 15 cm, de couleur jaune d'or à l'aspect parcheminé.
Les femelles atteignent leur maturité sexuelle à 6 ans et les mâles à 2 ans.

## Classification
Le nom valide complet (avec auteur) de ce taxon est Callorhinchus milii Bory de Saint-Vincent, 1823,.
Ce taxon porte en français le nom vernaculaire ou normalisé suivant : Masca laboureur ou Chimère éléphant.
Callorhinchus milii a pour synonymes :
- Callorhynchus australis Owen, 1854
- Callorhynchus dasycaudatus Colenso, 1879
- Callorhynchus milii Bory de Saint-Vincent, 1823
- Callorhynchus milli Bory de Saint-Vincent, 1823
- Callorhynchus millii Bory de Saint-Vincent, 1823
- Callorhynchus tasmanius Richardson, 1840
- Callorynchus milii Bory de Saint-Vincent, 1823

### Étymologie
Son épithète spécifique, milii, lui a été donnée en l'honneur de Pierre Bernard Milius (1773‒1829).

### Publication originale
- Audouin et al., Dictionnaire classique d'histoire naturelle, vol. 3, Paris, Rey et Gravier ; Baudouin Frères, 1823, 592 p. (lire en ligne), p. 62.